# Salmistu
Salmistu – wieś w Estonii, w prowincji Harju, w gminie Kuusalu.